# Ju-Rei: The Uncanny
Ju-Rei: The Uncanny è un film del 2004 diretto da Kōji Shiraishi.
Pellicola di produzione giapponese di genere J-Horror.

## Trama
La vicenda parte dalla sua conclusione, ovvero dalla morte di alcune ragazze, uccise da un'entità maligna. Pochi giorni prima, le ragazze avevano assistito, in un cinema totalmente deserto, ad un film horror, accompagnato da una strana pubblicità: gli spettatori di questo film saranno maledetti e perseguitati da spiriti maligni.
La realtà supera la fantasia e la maledizioni si scaglia sulle ragazze e sui familiari di una di loro.